# Patricia Marroquin Norby
Patricia Marroquin Norby (Estados Unidos, 1970) es una curadora de arte estadounidense que se convirtió en la primera persona de ascendencia indígena en ser contratada como curadora de arte en el Museo Metropolitano de Arte de Nueva York.

## Trayectoria
Norby es estadounidense de ascendencia purépecha. Pasó su infancia en el West Side de Chicago, el lugar al que sus bisabuelos emigraron desde Michoacán a raíz de la Gran Depresión. Se doctoró en Estudios Americanos por la Universidad de Minnesota, con una especialización en historia del arte y cultura visual de los nativos americanos. También obtuvo un máster en grabado y fotografía de la Universidad de Wisconsin-Madison.
Fue directora del Centro D'Arcy McNickle de Estudios Indígenas e Indígenas Americanos en la biblioteca Newberry de Chicago y subdirectora del Museo Nacional de los Indios Americanos en Nueva York, que forma parte del Instituto Smithsoniano. También ejerció como profesora adjunta de estudios indiomericanos en la Universidad de Wisconsin-Eau Claire.
En 2020 fue nombrada como conservadora de arte nativo americano del Museo Metropolitano de Arte de Nueva York, lo que la convirtió en la primera persona nativa americana contratada a tiempo completo para este puesto en los 150 años de historia del museo. Además, le fueron asignadas las funciones de supervisión de la formación y las relaciones entre las comunidades indígenas americanas, académicos, artistas y público.
A lo largo de su trayectoria, Marroquin ha realizado varias publicaciones y ha sido reconocida con diversos premios.

## Publicaciones
- Norby, Patricia Marroquin. 2013. Visual Violence in the Land of Enchantment. Dissertation Abstracts International. 74–11. Thesis (Ph.D.)--Universidad de Minnesota, 2013.[9]
- Norby, Patricia Marroquin. 2015. "The Red Sweater: Family, Intimacy, and Visual Self-Representations". American Indian Culture and Research Journal. 39 (4): 33–44.[10]
- Scudeler, June, and Patricia Marroquin Norby. 2015. "Art, Aesthetics, and Indigenous Ways of Knowing". American Indian Culture and Research Journal. 39 (4): ix-xi.[11]
- Norby, Patricia Marroquin. Forthcoming. Water, Bones, and Bombs: Three Artists and the Fight for Northern New Mexico. University of Nebraska Press.[12][13]